# DNA Pro Cycling
El Visit Dallas DNA Pro Cycling (codi UCI: DNA) és un equip ciclista femení estatunidenc. Creat al 2012 com FCS-Rouse, a finals de 2015 es va unir amb el també equip amateur DNA Cycling p/b K4 i al 2016 va aconseguir pujat a la categoria UCI Women's Team.

## Classificacions UCI
Aquesta taula mostra la plaça de l'equip a la classificació de la Unió Ciclista Internacional a final de temporada i també la millor ciclista en la classificació individual de cada temporada.
| Temporada | Classificació per equips | Millor ciclista en la classificació individual |
| --------- | ------------------------ | ---------------------------------------------- |
| 2016      | 34è                      | Mandy Heintz (216a)                            |
| 2017      | 33è                      | Claire Rose (120a)                             |
| 2021      | 48è                      | Sharlotte Lucas (211a)                         |

A partir del 2016, l'UCI Women's WorldTour va substituir la Copa del món
| Temporada | Classificació per equips | Millor ciclista en la classificació individual |
| --------- | ------------------------ | ---------------------------------------------- |
| 2016      | -                        | -                                              |
| 2017      | -                        | -                                              |

## Composició de l'equip
| \| Llista de l'equip 2022 \| Llista de l'equip 2022 \| Llista de l'equip 2022 \| Llista de l'equip 2022 \| \| Ciclista \| Data de naixement \| Equip previ \| \| \| ---------------------- \| ---------------------- \| -------------------------------- \| ---------------------- \| \| Anet Barrera Esparza \| 9 de setembre de 1998 \| Agolico (2020) \| \| \| Erica Clevenger \| 30 de abril de 1994 \| Sho-Air Twenty20 (2019) \| \| \| Maggie Coles-Lyster \| 12 de febrer de 1999 \| Macogep (2018) \| \| \| Daphnee Karagianis \| 31 de agost de 1985 \| Team Illuminate (2019) \| \| \| Kimberly Lucie \| 21 de abril de 1986 \| \| \| \| Mia Kilburg \| 27 de octubre de 1989 \| \| \| \| Kira Payer \| 11 de gener de 1999 \| \| \| \| Diana Peñuela \| 8 de setembre de 1986 \| Tibco-Silicon Valley Bank (2021) \| \| \| Kaitlyn Rauwerda \| 20 de abril de 2000 \| \| \| \| Nicole Shields \| 9 de setembre de 1999 \| \| \| \| Brenna Wrye-Simpson \| 14 de novembre de 1987 \| \| \| \| \| \| \| \| \| Font: UCI \| \| \| \| |                        |                                  |  |
| Llista de l'equip 2022 |                        |                                  |  |
| Ciclista | Data de naixement      | Equip previ                      |  |
| Anet Barrera Esparza | 9 de setembre de 1998  | Agolico (2020)                   |  |
| Erica Clevenger | 30 de abril de 1994    | Sho-Air Twenty20 (2019)          |  |
| Maggie Coles-Lyster | 12 de febrer de 1999   | Macogep (2018)                   |  |
| Daphnee Karagianis | 31 de agost de 1985    | Team Illuminate (2019)           |  |
| Kimberly Lucie | 21 de abril de 1986    |                                  |  |
| Mia Kilburg | 27 de octubre de 1989  |                                  |  |
| Kira Payer | 11 de gener de 1999    |                                  |  |
| Diana Peñuela | 8 de setembre de 1986  | Tibco-Silicon Valley Bank (2021) |  |
| Kaitlyn Rauwerda | 20 de abril de 2000    |                                  |  |
| Nicole Shields | 9 de setembre de 1999  |                                  |  |
| Brenna Wrye-Simpson | 14 de novembre de 1987 |                                  |  |
| |                        |                                  |  |
| Font: UCI |                        |                                  |  |

| \| Llista de l'equip 2021 \| Llista de l'equip 2021 \| Llista de l'equip 2021 \| Llista de l'equip 2021 \| \| Ciclista \| Data de naixement \| Equip previ \| \| \| ---------------------- \| ---------------------- \| -------------------------------- \| ---------------------- \| \| Erica Clevenger \| 30 de abril de 1994 \| Sho-Air Twenty20 (2019) \| \| \| Margot Clyne \| 27 de febrer de 1995 \| Sho-Air Twenty20 (2019) \| \| \| Maggie Coles-Lyster \| 12 de febrer de 1999 \| Macogep (2018) \| \| \| Heather Fischer \| 28 de novembre de 1988 \| Tibco-Silicon Valley Bank (2017) \| \| \| Mia Kilburg \| 27 de octubre de 1989 \| \| \| \| Sharlotte Lucas \| 25 de juliol de 1992 \| Tibco-Silicon Valley Bank (2020) \| \| \| Kimberly Lucie \| 21 de abril de 1986 \| \| \| \| Hanna Mügge \| 28 de maig de 1989 \| \| \| \| Liza Rachetto \| 30 de gener de 1974 \| Hagens Berman-Supermint (2019) \| \| \| Nicole Shields \| 9 de setembre de 1999 \| \| \| \| Brenna Wrye-Simpson \| 14 de novembre de 1987 \| \| \| \| \| \| \| \| \| Font: ProCyclingStats \| \| \| \| |                        |                                  |  |
| Llista de l'equip 2021 |                        |                                  |  |
| Ciclista | Data de naixement      | Equip previ                      |  |
| Erica Clevenger | 30 de abril de 1994    | Sho-Air Twenty20 (2019)          |  |
| Margot Clyne | 27 de febrer de 1995   | Sho-Air Twenty20 (2019)          |  |
| Maggie Coles-Lyster | 12 de febrer de 1999   | Macogep (2018)                   |  |
| Heather Fischer | 28 de novembre de 1988 | Tibco-Silicon Valley Bank (2017) |  |
| Mia Kilburg | 27 de octubre de 1989  |                                  |  |
| Sharlotte Lucas | 25 de juliol de 1992   | Tibco-Silicon Valley Bank (2020) |  |
| Kimberly Lucie | 21 de abril de 1986    |                                  |  |
| Hanna Mügge | 28 de maig de 1989     |                                  |  |
| Liza Rachetto | 30 de gener de 1974    | Hagens Berman-Supermint (2019)   |  |
| Nicole Shields | 9 de setembre de 1999  |                                  |  |
| Brenna Wrye-Simpson | 14 de novembre de 1987 |                                  |  |
| |                        |                                  |  |
| Font: ProCyclingStats |                        |                                  |  |

| \| Llista de l'equip 2020 \| Llista de l'equip 2020 \| Llista de l'equip 2020 \| Llista de l'equip 2020 \| \| Ciclista \| Data de naixement \| Equip previ \| \| \| ---------------------- \| ---------------------- \| -------------------------------- \| ---------------------- \| \| Katie Clouse \| 4 de agost de 2001 \| \| \| \| Margot Clyne \| 27 de febrer de 1995 \| Sho-Air Twenty20 (2019) \| \| \| Maggie Coles-Lyster \| 12 de febrer de 1999 \| Macogep (2018) \| \| \| Michaela Drummond \| 5 de abril de 1998 \| Velo Project (2018) \| \| \| Heather Fischer \| 28 de novembre de 1988 \| Tibco-Silicon Valley Bank (2017) \| \| \| Mia Kilburg \| 27 de octubre de 1989 \| \| \| \| Kimberly Lucie \| 21 de abril de 1986 \| \| \| \| Hanna Mügge \| 28 de maig de 1989 \| \| \| \| Liza Rachetto \| 30 de gener de 1974 \| Hagens Berman-Supermint (2019) \| \| \| Nicole Shields \| 9 de setembre de 1999 \| \| \| \| Brenna Wrye-Simpson \| 14 de novembre de 1987 \| \| \| \| \| \| \| \| \| Font: UCI \| \| \| \| |                        |                                  |  |
| Llista de l'equip 2020 |                        |                                  |  |
| Ciclista | Data de naixement      | Equip previ                      |  |
| Katie Clouse | 4 de agost de 2001     |                                  |  |
| Margot Clyne | 27 de febrer de 1995   | Sho-Air Twenty20 (2019)          |  |
| Maggie Coles-Lyster | 12 de febrer de 1999   | Macogep (2018)                   |  |
| Michaela Drummond | 5 de abril de 1998     | Velo Project (2018)              |  |
| Heather Fischer | 28 de novembre de 1988 | Tibco-Silicon Valley Bank (2017) |  |
| Mia Kilburg | 27 de octubre de 1989  |                                  |  |
| Kimberly Lucie | 21 de abril de 1986    |                                  |  |
| Hanna Mügge | 28 de maig de 1989     |                                  |  |
| Liza Rachetto | 30 de gener de 1974    | Hagens Berman-Supermint (2019)   |  |
| Nicole Shields | 9 de setembre de 1999  |                                  |  |
| Brenna Wrye-Simpson | 14 de novembre de 1987 |                                  |  |
| |                        |                                  |  |
| Font: UCI |                        |                                  |  |

| \| Llista de l'equip 2017 \| Llista de l'equip 2017 \| Llista de l'equip 2017 \| Llista de l'equip 2017 \| \| Ciclista \| Data de naixement \| Equip previ \| \| \| --------------------------------------- \| ---------------------- \| ------------------------------------ \| ---------------------- \| \| Kathryn Donovan \| 29 de gener de 1982 \| Colavita-Bianchi (2016) \| \| \| Michaela Drummond \| 5 de abril de 1998 \| \| \| \| Mandy Heintz \| 27 de juliol de 1981 \| \| \| \| Catherine Fegan-Kim \| 12 de maig de 1971 \| \| \| \| Jennifer Luebke \| 1 de abril de 1986 \| \| \| \| Mia Manganello \| 27 de octubre de 1989 \| \| \| \| Melinda Mccutcheon (1 de gen–1 de jul) \| 13 de març de 1984 \| \| \| \| Hanna Mügge \| 28 de maig de 1989 \| \| \| \| Breanne Nalder \| 2 de octubre de 1984 \| BMW p/b Happy Tooth Dental (2015) \| \| \| Claire Rose \| 23 de maig de 1987 \| Podium Ambition-Club La Santa (2016) \| \| \| Anna Sparks \| 25 de setembre de 1981 \| \| \| \| Erica Clevenger (29 de maig–31 de des) \| 30 de abril de 1994 \| \| \| \| Stephanie Sydlik (29 de maig–31 de des) \| 29 de juliol de 1985 \| \| \| \| \| \| \| \| \| Font: UCI \| \| \| \| |                        |                                      |  |
| Llista de l'equip 2017 |                        |                                      |  |
| Ciclista | Data de naixement      | Equip previ                          |  |
| Kathryn Donovan | 29 de gener de 1982    | Colavita-Bianchi (2016)              |  |
| Michaela Drummond | 5 de abril de 1998     |                                      |  |
| Mandy Heintz | 27 de juliol de 1981   |                                      |  |
| Catherine Fegan-Kim | 12 de maig de 1971     |                                      |  |
| Jennifer Luebke | 1 de abril de 1986     |                                      |  |
| Mia Manganello | 27 de octubre de 1989  |                                      |  |
| Melinda Mccutcheon (1 de gen–1 de jul) | 13 de març de 1984     |                                      |  |
| Hanna Mügge | 28 de maig de 1989     |                                      |  |
| Breanne Nalder | 2 de octubre de 1984   | BMW p/b Happy Tooth Dental (2015)    |  |
| Claire Rose | 23 de maig de 1987     | Podium Ambition-Club La Santa (2016) |  |
| Anna Sparks | 25 de setembre de 1981 |                                      |  |
| Erica Clevenger (29 de maig–31 de des) | 30 de abril de 1994    |                                      |  |
| Stephanie Sydlik (29 de maig–31 de des) | 29 de juliol de 1985   |                                      |  |
| |                        |                                      |  |
| Font: UCI |                        |                                      |  |

| \| Llista de l'equip 2016 \| Llista de l'equip 2016 \| Llista de l'equip 2016 \| Llista de l'equip 2016 \| \| Ciclista \| Data de naixement \| Equip previ \| \| \| ----------------------------------------- \| ---------------------- \| ------------------------------------ \| ---------------------- \| \| Anna Grace Christiansen \| 29 de juliol de 1985 \| \| \| \| Lauren De Crescenzo \| 3 de setembre de 1990 \| Pepper Palace-The Happy Tooth (2015) \| \| \| Jamie Gilgen \| 22 de octubre de 1981 \| \| \| \| Mandy Heintz \| 27 de juliol de 1981 \| \| \| \| Catherine Fegan-Kim \| 12 de maig de 1971 \| \| \| \| Nina Marie Laughlin \| 8 de desembre de 1991 \| \| \| \| Mia Manganello \| 27 de octubre de 1989 \| \| \| \| Melinda Mccutcheon (15 de juny–31 de des) \| 13 de març de 1984 \| \| \| \| Amanda Miller \| 13 de desembre de 1986 \| Pepper Palace-The Happy Tooth (2015) \| \| \| Breanne Nalder \| 2 de octubre de 1984 \| BMW p/b Happy Tooth Dental (2015) \| \| \| Beth Ann Orton \| 15 de agost de 1981 \| \| \| \| Tiffany Pezzolo \| 13 de març de 1975 \| \| \| \| Anna Sparks \| 25 de setembre de 1981 \| \| \| \| Sara Tussey \| 6 de agost de 1979 \| \| \| \| \| \| \| \| \| Font: Cycling Archives \| \| \| \| |                        |                                      |  |
| Llista de l'equip 2016 |                        |                                      |  |
| Ciclista | Data de naixement      | Equip previ                          |  |
| Anna Grace Christiansen | 29 de juliol de 1985   |                                      |  |
| Lauren De Crescenzo | 3 de setembre de 1990  | Pepper Palace-The Happy Tooth (2015) |  |
| Jamie Gilgen | 22 de octubre de 1981  |                                      |  |
| Mandy Heintz | 27 de juliol de 1981   |                                      |  |
| Catherine Fegan-Kim | 12 de maig de 1971     |                                      |  |
| Nina Marie Laughlin | 8 de desembre de 1991  |                                      |  |
| Mia Manganello | 27 de octubre de 1989  |                                      |  |
| Melinda Mccutcheon (15 de juny–31 de des) | 13 de març de 1984     |                                      |  |
| Amanda Miller | 13 de desembre de 1986 | Pepper Palace-The Happy Tooth (2015) |  |
| Breanne Nalder | 2 de octubre de 1984   | BMW p/b Happy Tooth Dental (2015)    |  |
| Beth Ann Orton | 15 de agost de 1981    |                                      |  |
| Tiffany Pezzolo | 13 de març de 1975     |                                      |  |
| Anna Sparks | 25 de setembre de 1981 |                                      |  |
| Sara Tussey | 6 de agost de 1979     |                                      |  |
| |                        |                                      |  |
| Font: Cycling Archives |                        |                                      |  |